# 布萊恩巴赫

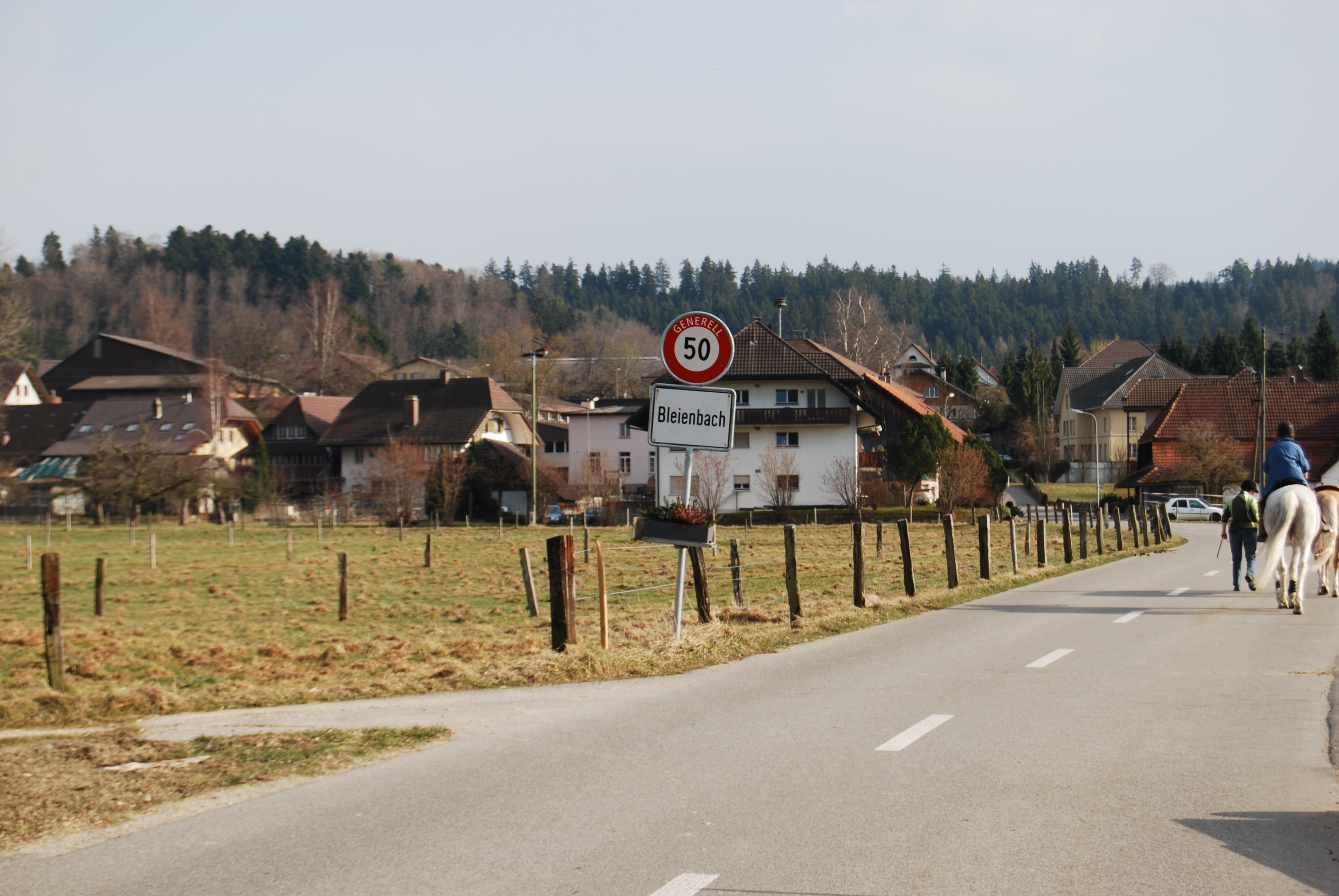

布萊恩巴赫是瑞士的城鎮，位於該國中部，由伯恩州負責管轄，面積5.69平方公里，海拔高度483米，2011年人口659，八成人口信奉基督教，人口密度每平方公里116人。